# Antonín Tučapský
Antonín Tučapský (27. března 1928 Opatovice u Vyškova – 9. září 2014 Londýn) byl český hudební skladatel, dirigent a pedagog, čestný občan města Vyškova, který žil od roku 1975 ve Velké Británii.

## Život
Po maturitě na Učitelském ústavu ve Valašském Meziříčí začal studovat hudební výchovu a hudební vědy na Pedagogické fakultě Masarykovy univerzity v Brně. Ovlivnili jej jeho učitelé Bohumír Štědroň a Jan Racek. Studium dokončil v roce 1951, přičemž poslední rok zároveň navštěvoval Hudební fakultu Janáčkovy akademie múzických umění v Brně, kde u Josefa Veselky, Jana Šoupala a Jana Kunce studoval dirigování a kompozici. Posléze pokračoval soukromým studiem skladby u Jana Kunce. Učitelskou kariéru zahájil na pedagogických školách v Kroměříži a v Novém Jičíně. Později působil v Ostravě na Pedagogické fakultě, kde získal doktorát a úspěšně se habilitoval.
Roku 1949 se stal členem Pěveckého sdružení moravských učitelů. V letech 1953–1954 působil jako korepetitor sboru Slovenského národního divadla. Mezi lety 1956–1959 působil v učitelském sboru Nový Jičín.
V roce 1961 se stal sbormistrem Dětského sboru Československého rozhlasu v Ostravě. V letech 1964–1973 působil jako dirigent Pěveckého sdružení moravských učitelů, nejprve jako zástupce Jana Šoupala. Po jeho smrti se stal hlavním dirigentem a uvedl na koncertním pódiu např. celý sborový cyklus Jana Seidela Polnice slávy na text Františka Halase, Kučerovu avantgardní Modrou planetu aj.
V roce 1970 byl přinucen z kádrových důvodů fakultu opustit a navíc dostal zákaz působení ve školství a kultuře. Poslední dva roky ve své vlasti pracoval jako skladník u Pozemních staveb na pracovišti Praha-Kyje.
Po sňatku s Angličankou (která byla zřejmě hlavním důvodem, proč počátkem 70. let neprošel kádrovým sítem) mu bylo roku 1975 povoleno vystěhování do Velké Británie. Zde od roku 1975 až do 1996 působil jako profesor hudebně-teoretických předmětů a kompozice na Trinity College of Music v Londýně. Po svém příchodu do Anglie se příležitostně uplatňoval jako dirigent významných sborových těles, jako jsou London Chorale a Philharmonia Chorus London. V Československu byl známý především jako dirigent a sbormistr věhlasného Pěveckého sdružení moravských učitelů, v Anglii u něho naprosto převládla činnost skladatelská.
Antonín Tučapský byl členem uznávaných hudebních sdružení a organizací, např. Composers Guild of Great Britain a Royal Society of Musicians of Great Britain. Jako první Čech byl jmenován členem Královské hudební akademie.
V roce 2012 mu byla udělena cena Gratias Agit za šíření dobrého jména republiky v zahraničí.

## Tvorba
Autorsky je podepsán přibližně pod třemi sty díly vokální a vokálně instrumentální hudby. Z nejznámějších:

### Kantáty
- Mary Magdalena
- Te Deum

### Oratoria
- Stabat Mater
- Missa Serena
- Pět postních motet - Five Lenten Motets

### Opery
- The Undertaker